# Unbreakable Saving Grace
Unbreakable é o terceiro álbum de estúdio lançado por Saving Grace.

## Faixas
Saving Grace
1. "End of Days (Intro)" - 01:34
2. "Unbreakable"	04:33
3. "Bury Me in Jimenez" - 02:45
4. "The Disgusting Maw" - 04:04
5. "Pukelips" - 03:36
6. "Where It Rains" - 04:23
7. "The Eye of the Storm Part II (Interlude)" - 02:08
8. "Oaxaca" - 05:04
9. "All, But the Archer" - 05:27
10. "The Listener" - 04:45
11. "Bound by Blood" - 02:54
12. "The Determined Drunk"

Total de Tempo: 47:07

## Videografia
- Oaxaca
- Unbreakable